# Peunaron Baru
Peunaron Baru is een bestuurslaag in het regentschap Aceh Timur van de provincie Atjeh, Indonesië. Peunaron Baru telt 1996 inwoners (volkstelling 2010).